# Excess All Areas
Excess All Areas är en cd och en dvd utgivna 2006 av Scooter. DVD:n finns även i en version med två dvd-skivor.

## Låtlista
1. Intro
2. Hello! (Good To Be Back)
3. I'm Raving
4. Apache Rocks The Bottom!
5. The Leading Horse
6. Shake That
7. Panties Wanted
8. Weekend!
9. Stripped
10. Maria (I Like It Loud)
11. The Chaser/Jigga Jigga
12. Nessaja
13. One (Always Hardcore)
14. Fire
15. Hyper Hyper
16. Move Your Ass!